# Џон Горт
Лорд Џон Горт (енгл. John Standish Surtees Prendergast Vereker, 6th Viscount Gort, 10. јула 1886 – 31. марта 1946) био је британски фелдмаршал, који је командовао британским снагама у бици за Француску и бици код Денкерка (1940)

## Војна служба
У британску војску ступио је 1905. У Првом светском рату командовао је батаљоном на Западном фронту. Између два рата био је генерални инспектор обуке трупа у Индији, командант Генералштабног колеџа у Кемберлију, секретар Министарства рата и начелник Империјалног генералштаба.
У Другом светском рату командовао је Британским експедиционим снагама у Француској (1939-1940). Сматрајући да је продором немачких снага кроз Ардене ка лукама Ламанша ситуација постала безизлазна, предложио је 19. маја 1940. британској влади евакуацију својих снага. Извлачење од реке Дајле  на мостобран код Денкерка извео је успешно под веома тешким околностима. До краја рата вршио је дужности генералног инспектора за обуку трупа у Великој Британији, гувернера Гибралтара и Малте и команданта британских снага у Палестини и Трансјорданији.